# Tim Heinemann
Tim Heinemann (Essen, 23 oktober 1997) is een Duits autocoureur. Hij is tweevoudig kampioen in de DTM Trophy.

## Carrière
Heinemann begon zijn autosportcarrière in het karting in 2007 en bleef hier tot 2009 actief. Hij behaalde hier enkele successen, maar had hierna niet voldoende sponsorgeld om door te kunnen gaan. Vervolgens ging hij vanaf 2010 deelnemen aan diverse e-sportkampioenschappen. Ook werd hij rij-instructeur en taxichauffeur op de Nürburgring Nordschleife. In 2017 mocht hij een aantal GT4- en GT3-raceauto's testen. In 2018 reed hij vervolgens zijn eerste echte autosportrace in het voorprogramma van de laatste DTM-race van het seizoen.
In 2019 reed Heinemann een volledig programma in de ADAC GT4 Germany, waarin hij voor het team HP Racing International een Mercedes-AMG GT4 deelde met Luke Wankmüller. Het duo won twee races op de Nürburgring en de Hockenheimring Baden-Württemberg en stond in de seizoensfinale op de Sachsenring ook op het podium, waardoor zij met 99 punten zevende in de eindstand werden.
In 2020 stapte Heinemann over naar het nieuwe kampioenschap DTM Trophy. Hierin bleef hij actief voor HP Racing International. Hij kende een succesvol seizoen met zeven zeges en vier andere podiumplaatsen uit twaalf races, waardoor hij met 275 punten overtuigend kampioen werd in de klasse. Ook reed hij voor PROsport Racing een weekend in de ADAC GT4 Germany in een Aston Martin Vantage GT4, die hij deelde met Moritz Oestreich. Op de Lausitzring wonnen zij de eerste race en eindigden zij in de tweede race als derde.
In 2021 reed Heinemann een tweede seizoen in de DTM Trophy, waarin hij eveneens voor PROsport in een Aston Martin Vantage GT4 uitkwam. Na vier raceweekenden, waarin hij enkel op het Autodromo Nazionale Monza en de Nürburgring op het podium eindigde, verliet het team de klasse. In de rest van het jaar reed hij in diverse klassen, waaronder de GTC Race, de BMW M2 Cup, de ADAC GT4 Germany en de ADAC GT Masters. In geen van alle kampioenschappen reed hij meer dan vier races. Ook debuteerde hij in de 24 uur van de Nürburgring, waarin hij voor het Team mcchip-dkr in de Cup X-klasse in een KTM X-Bow GTX Concept reed. Hij eindigde als tweede in zijn klasse.
In 2022 keerde Heinemann terug in de DTM Trophy. Ditmaal reed hij bij het team Toyota Gazoo Racing Germany powered by Ring Racing in een Toyota Supra GT4. Hij behaalde zes overwinningen: twee op zowel de Lausitzring en de Nürburgring en een op het Circuit de Spa-Francorchamps en de Hockenheimring. Daarnaast stond hij ook op de Norisring en de Red Bull Ring op het podium. Met 235 punten behaalde hij zijn tweede titel in het kampioenschap. In de 24 uur van de Nürburgring reed hij voor het team KTM True Racing in de SP-X-klasse, maar viel hij halverwege de race uit.
In 2023 debuteerde Heinemann in de DTM bij het team Toksport WRT, waar hij in een Porsche 911 GT3 R (992) reed.